# The Blues to the Bush
Blues to the Bush is een livealbum van de Britse rockband The Who. Het album verscheen alleen via internet in 2000 en bevatte een selectie van vier optredens van The Who in november en december 1999. De optredens vonden plaats in The House of Blues in Chicago en in The Empire Theatre in Shepherds Bush (Londen), vandaar The Blues to the Bush.

## Tracks

### Disc 1
1. I Can't Explain
2. Substitute
3. Anyway, Anyhow, Anywhere
4. Pinball Wizard
5. My Wife
6. Baba O'Riley
7. Pure & Easy
8. You Better You Bet
9. I'm a Boy
10. Getting In Tune
11. The Real Me

### Disc 2
1. Behind Blue Eyes
2. Magic Bus
3. Boris the Spider
4. After the Fire
5. Who Are You
6. 5:15
7. Won't Get Fooled Again
8. The Kids Are Alright
9. My Generation

### De band
- Roger Daltrey: Zang, Mondharmonica, Gitaar
- Pete Townshend: Zang, Gitaar
- John Entwistle: Zang, Basgitaar
- Zak Starkey: Drums
- John 'Rabbit' Bundrick: Piano, Keyboards